# Nicolás de Segovia Parada y Verdugo
Nicolás de Segovia Parada y Verdugo (Corona de Castilla, Monarquía Hispánica c. 1660s - Chinandega, Gobernación de Nicaragua, Capitanía General de Guatemala 20 de diciembre de 1714) fue un maestre de campo que ejercería los cargos de alcalde mayor de Escuintla y Guazacapán, alcalde mayor de San Salvador (desde 1708 a 1710), gobernador interino de Honduras,  gobernador de las armas de la alcaldía mayor de Chiapas (donde participaría en la sofocación y pacificación de la rebelión Tzeltal de 1712), y capitán alcalde del Castillo de la Inmaculada Concepción en la gobernación de Nicaragua.

## Biografía
Nicolás de Segovia Parada y Verdugo nació por la década de 1660s en la Corona de Castilla, Monarquía Hispánica; se dedicaría a la carrera de las armas, serviría durante 8 años en Cataluña, y alcanzaría los rangos de sargento mayor y maestre de campo. El 16 de mayo de 1700 el monarca español lo designaría como alcalde mayor de Escuintla y Guazacapán; en cuyo mandato recibió instrucciones, el 11 de agosto de 1705, para que los indígenas de Escuintla no invadiesen las tierras de los de Alotenango.
Ejercería el cargo de alcalde mayor de Escuintla hasta el año de 1708, luego de lo cual se asentaría en Santiago de Guatemala; donde, a fines de ese mismo año, el presidente-gobernador y capitán general de Guatemala Toribio José de Cosío y Campa lo designó como alcalde mayor de San Salvador, para que ocupase dicho puesto de manera interina debido a que su predecesor Francisco Chacón Medina y Salazar había sido destituido debido a varias  acusaciones en su contra. Durante dicho mandato, continuaron las averiguaciones sobre los hechos llevados a cabo por su predecesor y sus respectivos funcionarios; ejercería ese cargo hasta el mes de julio de 1710.
El 13 de agosto de 1711 el capitán general lo designó como gobernador interino de Honduras; y el 9 de agosto de 1712, se lo nombraría como contador oficial real de las cajas de Comayagua. Posteriormente, el capitán general le daría título de gobernador de las armas de la alcaldía Mayor de Chiapas, para que participase de la sofocación de la revuelta indígena de la provincia de Los Zendales de dicha alcaldía mayor; por lo que se dirigió hacia ese territorio con un contingente de 400 españoles, 54 afrodescendiente, 150 indígenas, y 5 padres dominicos; con los que ayudó en la toma de Huixtán, Oxchuc, y a la derrota y pacificación de dicha revuelta.
El 27 de julio de 1713 se le otorgó título de capitán alcalde del Castillo de la Inmaculada Concepción en la gobernación de Nicaragua; cargo que desempeñó por poco tiempo, ya que falleció en la población de Chinandega el 20 de diciembre de 1714, sin dejar testamento, por lo que para la repartición de sus bienes se haría cargo el encargado de bienes difuntos, y para lo cual se siguió un largo expediente de sus acreedores.